# Rhizomyces confusus
Rhizomyces confusus är en svampart som beskrevs av Thaxt. 1918. Rhizomyces confusus ingår i släktet Rhizomyces och familjen Laboulbeniaceae.   Inga underarter finns listade i Catalogue of Life.